# Barbine
Le barbine è un tipo di pasta di lunghe dimensioni che sono simili ai capellini. 

## Tipologia e descrizione
Sono generalmente disponibile a forma di nido arrotolato e larghe da 0,78 millimetri a 0,88 millimetri.
Di solito viene servito nella zuppa o in una salsa leggera.